# José Guardiola
José Guardiola (22. října 1930 Barcelona – 9. dubna 2012 tamtéž) byl španělský zpěvák. V padesátých a šedesátých letech byl velmi populární ve Španělsku i v mnoha zemích Latinské Ameriky. V roce 1963 reprezentoval Španělsko na Eurovision Song Contest, kde se nakonec umístil na dvanácté příčce. Nahrál například španělské verze písní „Sixteen Tons“ a „Mack the Knife“. Byl celoživotním fanouškem fotbalového klubu RCD Espanyol Barcelona, pro který složil i hudbu k jeho první klubové hymně.